# 2005 à la télévision
| Années de la télévision : 2002 - 2003 - 2004 - 2005 - 2006 - 2007 - 2008    |
| Décennies de la télévision : 1970 - 1980 - 1990 - 2000 - 2010 - 2020 - 2030 |

Cet article présente les faits marquants de l'année 2005 à la télévision.

## Évènements
- 25 février: RFO Sat devient France Ô et intègre ainsi le groupe France Télévisions
- 31 mars : Naissance de la télévision numérique terrestre :
  - Naissance des chaînes Direct 8 (Groupe Bolloré), NT1 (AB Groupe) et NRJ 12 (NRJ Group).
  - M6 Music devient W9 et la chaîne Festival se métamorphose en France 4, chaîne du groupe France Télévisions.
  - TF1, France 2, France 3, Canal+, M6, France 5 et Arte diffusées toutes les deux 24 heures sur 24, TMC et La Chaîne parlementaire complètent la nouvelle offre de la TNT.
- 14 octobre : La chaîne I-télé commence ses émissions sur la TNT.
- 17 octobre : Création de la chaîne musicale Europe 2 TV.
- 20 octobre : Lancement de la chaîne locale téléGrenoble Isère.
- 16 novembre : La chaîne américaine Nickelodeon arrive en France.
- 18 novembre : Apparition de la chaine Gulli à 18h00.
- 28 novembre : Création de la chaîne BFM TV.

## Émissions
- 1er février : Super Nanny (M6)
- 11 septembre : Enquête Exclusive (M6)
- 31 décembre : Dernière de l'émission 120 minutes de bonheur sur TF1.

## Séries télévisées

### États-Unis
- 28 août : Diffusion du premier épisode de Rome sur HBO.
- 18 mars : Première diffusion de la série télévisée américaine La Vie de palace de Zack et Cody sur Disney Channel.
- 6 septembre : Diffusion du premier épisode de Go Diego ! sur Nickelodeon.
- 13 septembre : Début de la série Supernatural sur The WB.
- 19 septembre : Première diffusion de How I Met Your Mother sur CBS Television Studios.
- 7 octobre : Diffusion du premier épisode de Dante's Cove sur Here!
- 17 mai : Diffusion du dernier épisode de Ma famille d'abord sur ABC Studios.
- 27 mars : Diffusion du premier épisode de Grey’s Anatomy sur ABC

### France
- 3 janvier : Diffusion du premier épisode de Kaamelott sur M6.
- 25 juillet : Début de la quatrième saison de Scrubs  sur TPS Star.
- 13 octobre : Les élèves et professeurs de Un, dos, tres font leurs adieux sur M6.
- 5 novembre : Diffusion de la saison 1 de Doctor Who sur France 4.
- 23 décembre : Dernière apparition de Bruno Cremer à la télévision lors de l'ultime épisode de la série Maigret diffusée sur France 2

### Angleterre
- 26 mars : Reprise de la série télévisée Doctor Who après 16 ans de pause.

## Feuilletons télévisés

### France
- 25 juin : diffusion du premier épisode de Lost : Les Disparus sur TF1.

## Distinctions

### Emmy Awards (États-Unis)
- Meilleur feuilleton ou série dramatique : Lost, les disparus
- Meilleure série d'humour : Tout le monde aime Raymond
- Meilleure série pour enfants et adolescents : Dark Oracle
- Meilleure actrice dans un feuilleton ou une série dramatique : Patricia Arquette pour le rôle d'Allison Dubois dans Médium
- Meilleur acteur dans un feuilleton ou une série dramatique : James Spader pour le rôle d'Alan Shore dans Boston Justice
- Meilleure actrice dans une série comique : Felicity Huffman pour le rôle de Lynette Scavo dans Desperate Housewives
- Meilleur acteur dans une série comique : Tony Shalhoub pour le rôle d'Adrian Monk dans Monk
- Meilleur réalisateur pour un feuilleton ou une série dramatique : J. J. Abrams pour l'épisode pilote de Lost, les disparus
- Meilleur scénario pour un feuilleton ou une série dramatique : David Shore pour l'épisode Three Stories de Dr House
- Meilleure actrice dans une minisérie ou un téléfilm : Glenn Close dans le rôle d'Éléonore d'Aquitaine dans Le Lion en hiver
- Meilleur acteur dans une série télévisée musicale ou comique : Jason Bateman dans Arrested Development
- Meilleure actrice dans une série télévisée musicale ou comique : Teri Hatcher pour le rôle de Susan Mayer dans Desperate Housewives

### Golden Globe Awards (États-Unis)
- Meilleure série télévisée dramatique : Nip/Tuck
- Meilleure série télévisée musicale ou comique : Desperate Housewives
- Meilleur(e) minisérie ou téléfilm : Moi, Peter Sellers
- Meilleur acteur dans une minisérie ou un téléfilm : Geoffrey Rush pour le rôle de Peter Sellers dans Moi, Peter Sellers
- Meilleur acteur dans une série télévisée dramatique : Ian McShane pour le rôle d'Al Swearengen dans Deadwood
- Meilleure actrice dans une série télévisée dramatique : Mariska Hargitay pour le rôle d'Olivia Benson dans New York, unité spéciale
- Meilleur acteur dans un second rôle dans une série, une minisérie ou un téléfilm : William Shatner pour le rôle de Denny Crane dans Boston Justice
- Meilleure actrice dans un second rôle dans une série, une minisérie ou un téléfilm : Anjelica Huston pour le rôle de Carrie Chapman Catt dans Volonté de fer

### Prix Gémeaux (Canada)
- Meilleure série dramatique : L'Héritière de Grande Ourse
- Meilleur téléroman : Annie et ses hommes
- Meilleure émission ou série d'animation : Robin agent spécial
- Meilleure série de variétés ou talk show : Tout le monde en parle
- Meilleure comédie : Rumeurs
- Meilleure réalisation dans une série dramatique : Patrice Sauvé pour L'Héritière de Grande Ourse
- Meilleure réalisation dans une comédie : Pierre Théorêt pour Rumeurs
- Meilleur texte dans une série dramatique : Danielle Dansereau pour Le Négociateur
- Meilleur texte dans un téléroman : Bernard Dansereau et Annie Piérard pour Annie et ses hommes
- Meilleur texte dans une comédie : Isabelle Langlois pour Rumeurs
- Meilleure interprétation premier rôle masculin : dramatique : Claude Legault dans Minuit, le soir
- Meilleure interprétation féminine rôle de soutien : dramatique : Micheline Bernard dans Vice caché

## Principaux décès
- 8 janvier : Jacqueline Joubert, speakerine, productrice et présentatrice de télévision française (° 29 mars 1921).
- 15 janvier : Ruth Warrick, actrice américaine (° 29 juin 1916).
- 1er février : John Vernon, acteur canadien (° 24 février 1932).
- 15 février : Marc Eyraud, comédien français (° 1er mars 1924).
- 26 mai : Eddie Albert, acteur et producteur américain (° 22 avril 1906).
- 6 juin : Dana Elcar, acteur américain (° 10 octobre 1927).
- 20 juillet : James Doohan, acteur canadien (° 3 mars 1920).
- 27 juillet : Peter Seabourne, réalisateur de télévision britannique.
- 8 août : Barbara Bel Geddes, actrice américaine (° 31 octobre 1922).
- 2 septembre : Bob Denver, acteur américain (° 9 janvier 1935).
- 25 septembre : Don Adams, acteur, scénariste, réalisateur et producteur américain (° 13 avril 1923).
- 17 décembre : Marc Favreau, comédien canadien (° 9 novembre 1929).